# Thác Bạc Tú Sơn
Thác Bạc Tú Sơn hay Thác Bạc Hòa Bình là thác trên suối Củ tại vùng đất xóm Củ xã Tú Sơn huyện Kim Bôi tỉnh Hòa Bình, Việt Nam.

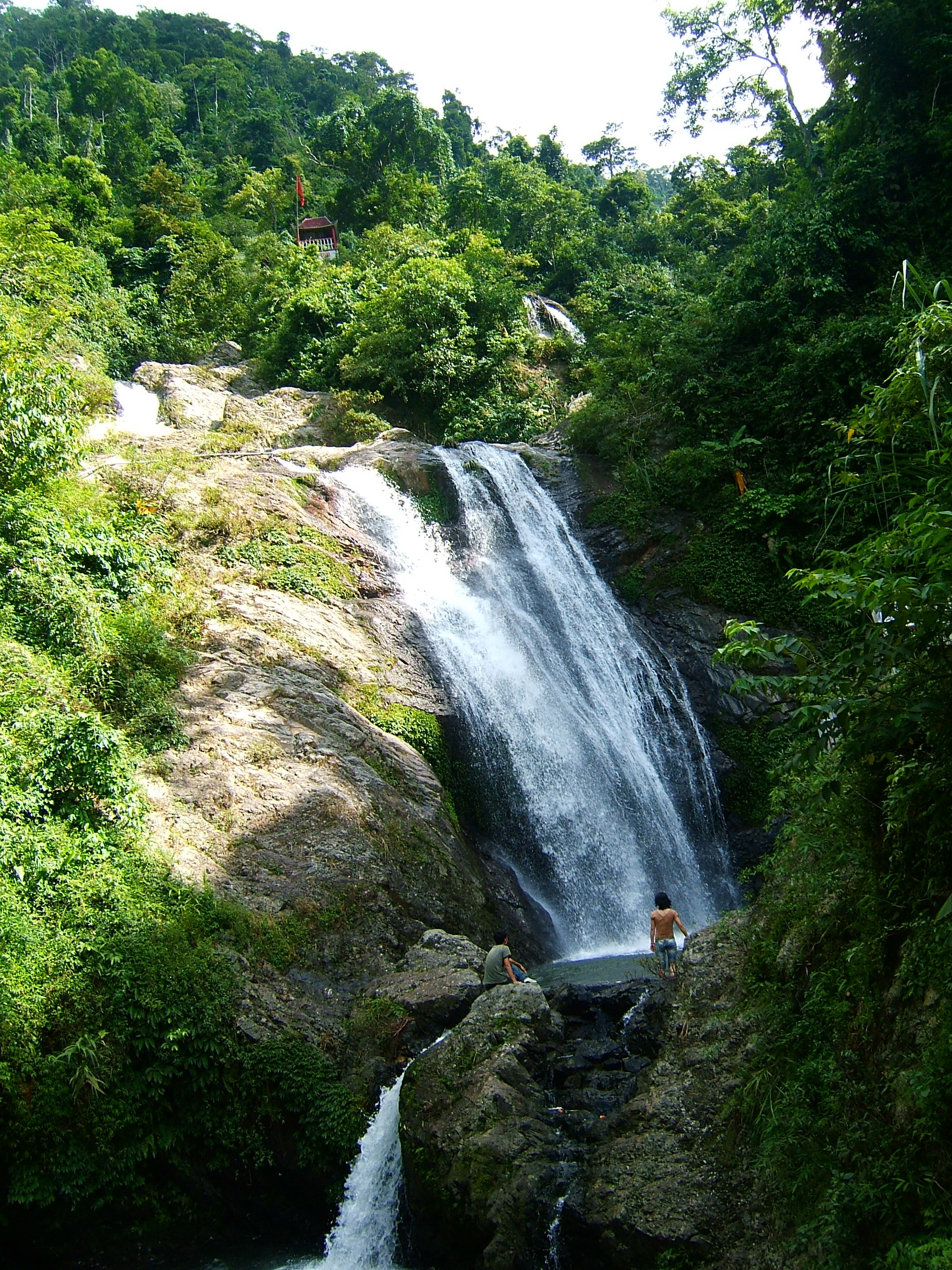
Thác Bạc Tú Sơn

Các thắng cảnh ở xã Tú Sơn đã được xây dựng thành "Khu du lịch Thác Tú Sơn", phục vụ khách tham quan. Tên thác có thể gọi là Thác Tú Sơn, hoặc cách điệu là Thác Bạc Tú Sơn, song các văn liệu giới thiệu về thác ở ngoài tỉnh thì dùng Thác Bạc Hòa Bình để dễ phân biệt với các thác Bạc khác.
Thác Tú Sơn cách ngã ba trên Đường tỉnh 12B ở xóm Củ cỡ gần 4 km về hướng nam. Hiện có đường nhỏ để tiếp cận khu vực thác.
Khu du lịch cách Hà Nội cỡ 70 km, và có nhiều cách tiếp cận, từ quốc lộ 6 hoặc từ Đường Hồ Chí Minh. Xã Tú Sơn ở trên Đường tỉnh 12B. Đoạn Đường tỉnh 12B là một đoạn của Quốc lộ 12B cũ, nối từ Quốc lộ 6 ở ngã ba Phố Cun 20°44′56″B 105°19′59″Đ / 20,748918°B 105,332946°Đ qua xã Tú Sơn và thị trấn Kim Bôi đến ngã ba Hàng Đồi 20°35′43″B 105°40′40″Đ / 20,595182°B 105,677714°Đ trên Đường Hồ Chí Minh.
Đường đi ngắn nhất từ Hà Nội, là theo quốc lộ 6 đến ngã ba Bãi Lạng 20°52′19″B 105°30′14″Đ / 20,872036°B 105,50377°Đ thì chuyển sang "đường Trường Sơn" (hoặc đường ATK)  đi đến ngã ba Bãi Chạo 20°44′20″B 105°26′38″Đ / 20,738966°B 105,443936°Đ trên Đường tỉnh 12B ở xã Tú Sơn.